# Comuna Zibolkî, Jovkva
Zibolkî (în ucraineană Зіболки) este o comună în raionul Jovkva, regiunea Liov, Ucraina, formată din satele Blîșciîvodî, Ciîstopillea, Dernivka, Horî, Mali Peredrîmîhî, Nahirți, Velîki Peredrîmîhî și Zibolkî (reședința).

## Demografie
Componența lingvistică a comunei Zibolkî
     Ucraineană (99,66%)
     Alte limbi (0,25%)
Conform recensământului din 2001, majoritatea populației comunei Zibolkî era vorbitoare de ucraineană (99,66%), existând în minoritate și vorbitori de alte limbi.